# 빨간 구두 (2004년 영화)
빨간 구두(Non Ti Muovere, Don't Move)는 영국에서 제작된 세르지오 카스텔리토 감독의 2004년 드라마 영화이다. 페넬로페 크루즈 등이 주연으로 출연하였고 마르코 치멘즈 등이 제작에 참여하였다.

## 출연

### 주연
- 페넬로페 크루즈
- 세르지오 카스텔리토
- 클로디아 게리니
- 리너 버나디
- 엘레나 페리노
- 마르코 지아리니

### 조연
- 피에트로 데 실바
- 안젤라 피노치아로
- 마릿 니슨
- 마가렛 마잔티니

## 제작진
- 원작자: 마가렛 마잔티니
- Line PD: 마테오 드 로렌티스
- 공동제작: 제니 에드워즈
- 공동제작: 제나 폴리
- 공동제작: 프란시스코 라모스
- 미술: 프란체스코 프리게리
- 의상: 이사벨라 리자
- Ass-PD: 지오바넬라 자노니

## KBS 성우진 (2006년 7월 8일)
- 배정미 - 이딸리아 (페넬로페 크루즈)
- 이정구 - 띠마떼오 (세르지오 카스텔리토)
- 강희선 - 엘자 (클로디아 게리니)
- 이미향 - 안젤라 (엘레나 페리노)
- 김정희
- 이근욱
- 김환진
- 김익태
- 임성표
- 홍승섭
- 임진응
- 안용욱
- 유지원